# Kōdai Fujii
Kōdai Fujii (japanisch 藤井 航大 Fujii Kōdai; * 13. Januar 1991 in der Stadt Toyama) ist ein japanischer Fußballspieler.

## Karriere
Fujii erlernte das Fußballspielen in der Jugendmannschaft von Kashima Antlers und der Universitätsmannschaft der Gakugei-Universität Tokio. Seinen ersten Vertrag unterschrieb er 2013 bei Kamatamare Sanuki. Der Verein aus Takamatsu spielte in der damaligen dritten japanischen Liga, der Japan Football League. 2013 wurde er mit dem Verein Vizemeister der Liga und stieg in die zweite Liga auf. Für den Verein absolvierte er 114 Ligaspiele. 2017 wechselte er nach Machida zum Ligakonkurrenten FC Machida Zelvia. Für Machida absolvierte er 65 Ligaspiele. 2020 unterschrieb er einen Vertrag beim Drittligisten Iwate Grulla Morioka in Morioka. Ende der Saison 2021 feierte er mit Iwate die Vizemeisterschaft und den Aufstieg in die zweite Liga. Für Iwate absolvierte er 30 Ligaspiele. Nach dem Aufstieg wechselte er im Januar 2022 zum Drittligisten Vanraure Hachinohe.

## Erfolge
Iwate Grulla Morioka
- J3 League: 2021 (Vizemeister)  ▲